# Иван Тасушев
Иван Тасушев е български революционер, деец на Вътрешната македоно-одринска революционна организация в Петричко.

## Биография
Иван Тасушев е роден около 1883 година в град Петрич, тогава в Османската империя. Учи в българското класно училище в родния си град. Работи като шивач и членува в местния кундуро-папукчийски еснаф.  Присъединява към ВМОРО и активно се включва в освободителното дело. През 1906 година е избран за касиер на околийския комитет на организацията. След Младотурската революция от 1908 година се включва в дейността на Съюза на българските конституционни клубове. Избран за делегат на втория конгрес на Съюза, състоял се през август 1909 година в Солун. Оркестрант е в местния български оркестър „Струна“.
По време на Междусъюзническата война от 1913 година е заловен от гръцки войници и убит край Свети Врач.
Името „Иван Тасушев“ носи улица в Петрич.